# Auneau
Auneau är en kommun i departementet Eure-et-Loir i regionen Centre-Val de Loire i norra Frankrike. Kommunen ligger i kantonen Auneau som tillhör arrondissementet Chartres. År 2018 hade Auneau 4 767 invånare.

## Befolkningsutveckling
Antalet invånare i kommunen Auneau
Referens:INSEE